# Leucanopsis coniata
Leucanopsis coniata är en fjärilsart som beskrevs av Rothschild 1910. Leucanopsis coniata ingår i släktet Leucanopsis och familjen björnspinnare. Inga underarter finns listade i Catalogue of Life.